# تشاد ديفيدسون
تشاد ديفيدسون (بالإنجليزية: Chad Davidson)‏ هو شاعر أمريكي، ولد في 1970.